# سعاد اليعقوبي
سعاد اليعقوبي الوحشي هي طبيبة وسياسية تونسية، كانت أول امرأة تونسية تشغل منصب وزيرة الصحة في 1984.

## السيرة الذاتية
في 1974، عينت كأول عميدة لكلية الطب بسوسة المحدثة في هذه السنة، وبقيت على رأسها لحوالي 10 سنوات حتى 1983.

في 20 يناير 1984، عينت سعاد اليعقوبي في منصب وزيرة الصحة التونسية في حكومة محمد المزالي، وأصبحت بذلك أول امرأة في بلادها تشغل منصب وزيرة الصحة. بقيت في هذا المنصب في حكومة رشيد صفر وحكومة زين العابدين بن علي وحكومة الهادي البكوش، حيث غادرته في 26 يوليو 1988.

## التكريم
في أبريل 2015، وبمناسبة الاحتفال بالذكرى ال40 لبعث كلية الطب بسوسة، تقرر تسمية أكبر مدرج في الكلية باسم سعاد اليعقوبي.

## مقالات ذات صلة
- قائمة الوزيرات التونسيات